# 薛晨
薛 晨（せつ しん、1989年2月18日）は中国の女子ビーチバレーボール選手。福建省福州市出身。
張希とのペアでドーハでの2006年アジア競技大会で優勝。2008年の北京オリンピックでは準決勝で同じ中国の王潔と田佳のペアに敗れたが3位決定戦でブラジルのペアを破り銅メダルを獲得した。
その後張希とはペアを解消していたが、2010年より再びペアとなり、2010年アジア競技大会の2連覇を達成した。